# Dara-I-Pech (huyện)
Dara-i-Pech là một huyện thuộc tỉnh Konar, Afghanistan. Dân số thời điểm năm 1999 là 46,615 người.